# Samsing Corona
Samsing Corona est une corona, formation géologique en forme de couronne, située sur la planète Vénus par -23,8° S et 229,5° E. Elle est localisée dans le quadrangle de Taussig. Elle a été nommée en référence à Samsing, déité coréenne protectrice des enfants. 

## Géographie et géologie
Samsing Corona couvre une surface circulaire d'environ 165 km de diamètre. 